# آتش مستقیم

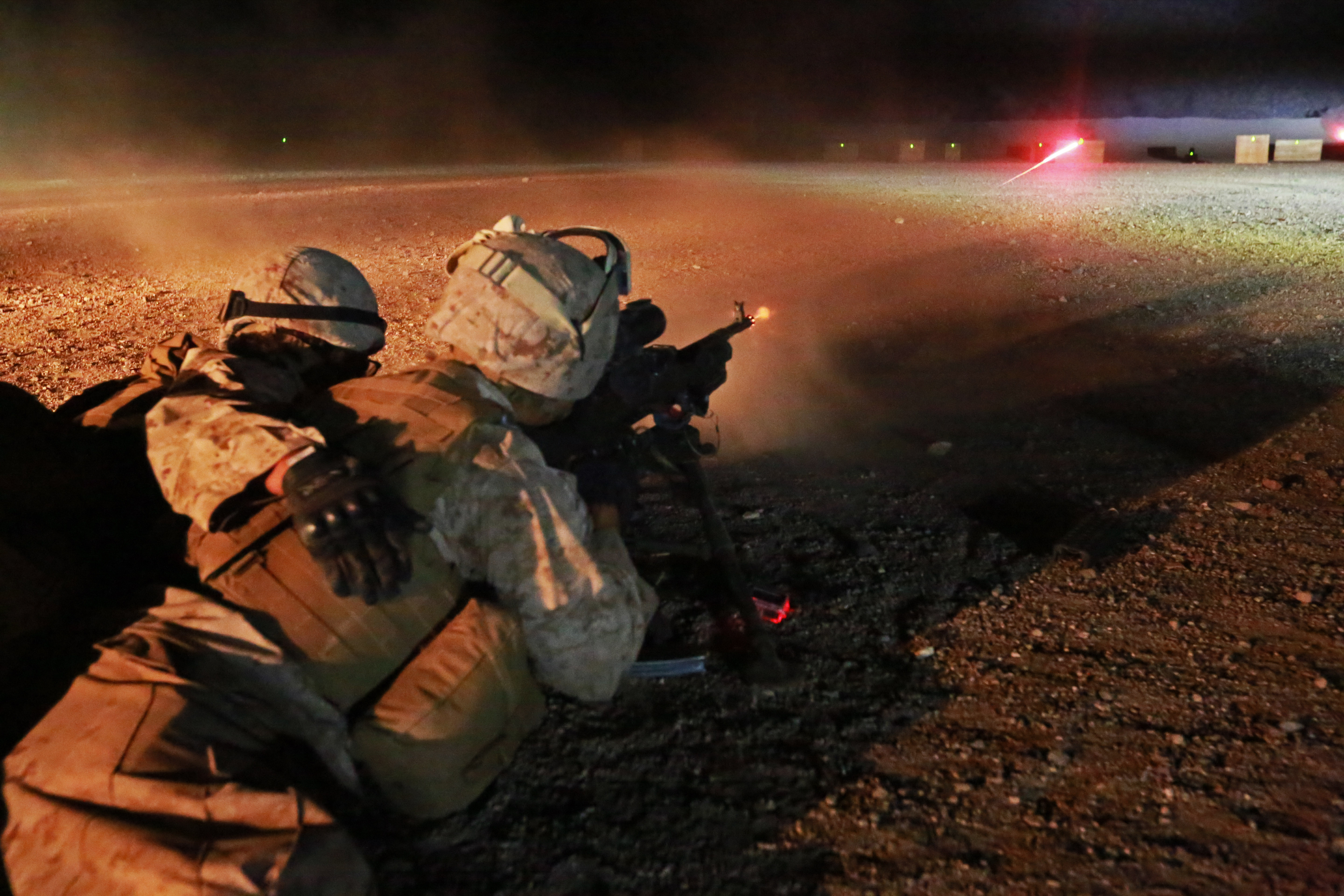
ابتدایی‌ترین شکل آتش مستقیم از سلاح گرم است که در این تصویر از یک مسلسل ام۲۴۰ در حال شلیک مهمات رسام دیده می‌شود.

آتش مستقیم (انگلیسی: Direct fire) یا آتش خط دید به شلیک سلاح دوربردی اشاره دارد که پرتابه آن مستقیماً به سمت هدفی در خط دید کاربر شلیک می‌شود. سلاح شلیک‌کننده باید دارای دستگاه دید و تیر بدون مانع به هدف باشد، به این معنی که هیچ مانع یا واحد خودی نمی‌تواند بین آن و هدف باشد. سلاحی که در آتش مستقیم درگیر می‌شود، برعکس، خود را در معرض آتش برگشتی مستقیم از هدف قرار می‌دهد.
آتش مستقیم در تضاد با آتش غیرمستقیم است که به شلیک یک پرتابه در یک مسیر بالستیک منحنی یا پرتاب مهمات خود شتاب‌دهنده با برد طولانی و درجات مختلفی از توانایی‌های هدایت برای تغییر مسیر پرواز اشاره دارد. آتش غیرمستقیم نیازی به خط دید مستقیم به هدف ندارد زیرا شلیک‌ها معمولاً توسط یک ناظر جلویی هدایت می‌شوند. به این ترتیب، سلاح‌های آتش غیرمستقیم می‌توانند از بالای موانع یا واحدهای خودی شلیک کنند و سلاح‌ها می‌توانند از ضد آتش پنهان شوند.